# Spartan II

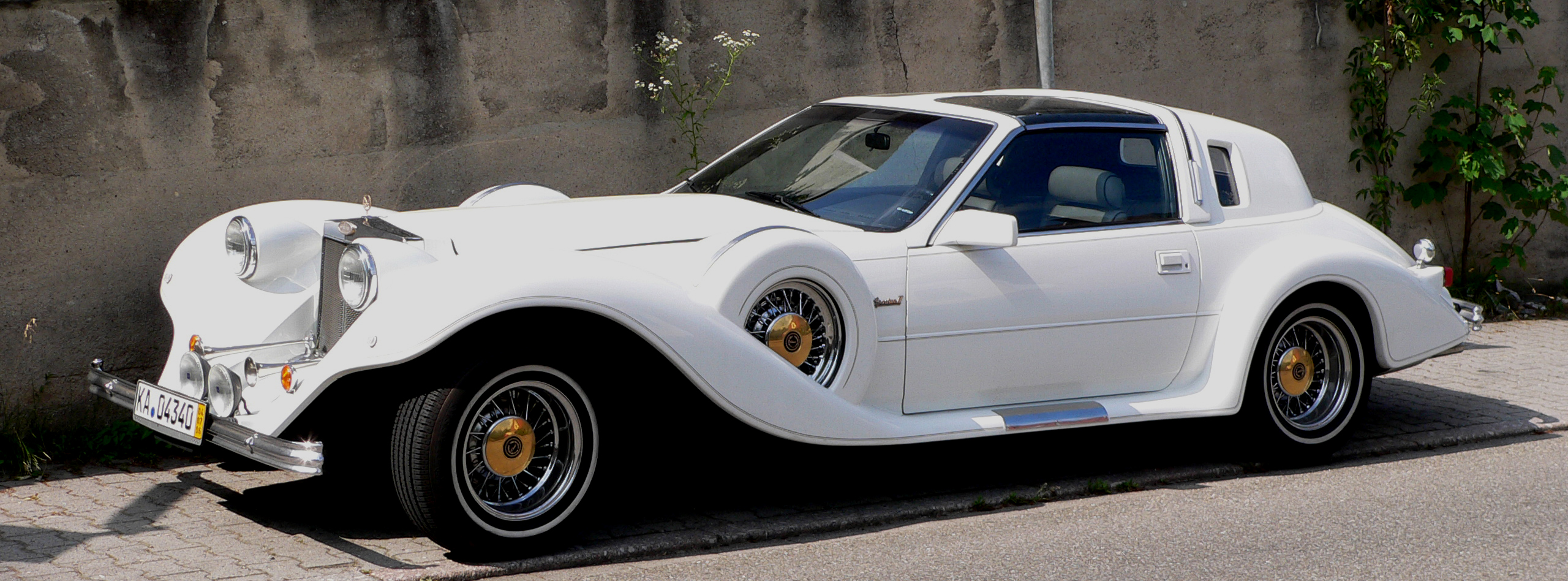
Spartan II

Der Spartan II ist ein in den 80er Jahren von der Spartan Motorcar Company in San Marcos hergestellter Nachbau des 36er Mercedes-Modells 540K. Seine Basis ist das Chassis eines Nissan 300ZX. Er ist 5,18 m lang, wiegt 1.700 kg, hat einen V6-Motor mit elektronischer Saugrohreinspritzung und 4-Gang-Automatik.